# Typhlomangelia nivalis
Typhlomangelia nivalis é uma espécie de gastrópode do gênero Typhlomangelia, pertencente a família Borsoniidae.